# Grote Scheldeprijs 1964
Il Grote Scheldeprijs 1964, cinquantesima edizione della corsa, si svolse il 28 luglio per un percorso di 229 km, con partenza ed arrivo a Schoten. Fu vinto dal belga Jos Hoevenaers della squadra  Flandria-Romeo davanti ai connazionali Jos Huysmans e Frans Aerenhouts.

## Ordine d'arrivo (Top 10)
| Pos. | Corridore               | Squadra               | Tempo |
| ---- | ----------------------- | --------------------- | ----- |
| 1    | Jos Hoevenaers          | Flandria-Romeo        |       |
| 2    | Jos Huysmans            | Labo-Dr. Mann         |       |
| 3    | Frans Aerenhouts        | Mercier-BP-Hutchinson |       |
| 4    | Piet Oellibrandt        | Labo-Dr. Mann         |       |
| 5    | Guillaume Van Tongerloo | Flandria-Romeo        |       |
| 6    | Roger De Coninck        | Labo-Dr. Mann         |       |
| 7    | Jozef Schils            | Labo-Dr. Mann         |       |
| 8    | Marcel Janssens         | Labo-Dr. Mann         |       |
| 9    | Alfons Hellemans        | Mercier-BP-Hutchinson |       |
| 10   | Alfons Hermans          | Labo-Dr. Mann         |       |